# Sachseln
Sachseln − miejscowość i gmina w środkowej Szwajcarii, w kantonie Obwalden. Leży nad jeziorem Sarnersee.

## Demografia
W Sachseln mieszkają 5 172 osoby. W 2021 roku 12,3% populacji gminy stanowiły osoby urodzone poza Szwajcarią. 

## Transport
Przez teren gminy przebiegają autostrada A8 oraz droga główna nr 4. 